# 犟妹子
《犟妹子》是德国诺贝尔文学奖获得者保罗·海泽的中篇小说，1853年写于索伦托，1854年在德绍的文学杂志《阿尔果》上发表。这部作品开启了一个大约180篇中篇小说构成的系列，作者1895年将其在20卷文集中出版。这部小说被翻译成法语(La Rabbiata, 1862)、意大利语(1863)、荷蘭語(1864)、英语(The Fury, 1867)、丹麦语(L'Arrabiata, 1873)、波兰语(1923)、阿拉伯语(1938)、中文（1981）等多种语言。

## 内容
在从索伦托的渡口，18岁的劳蕾拉搭神父和水手安东尼诺的船去卡普里。水手去卡普里岛卖橙子，劳蕾拉卖她的丝绸和纱线，神父在岛上过夜。安东尼有一个开渔行的未婚的舅舅，他将来会继承舅舅的财产。犟妹子劳蕾拉不想结婚，因为她父亲生前是一直殴打母亲，母亲却对父亲死心塌地，母亲的病也是因父亲而起。之前她也拒绝过一位画家的求婚，因为她觉得画家看她的眼神与父亲相似。神父怎么劝，都改变不了她执拗的脾气。
在回来的路上，安东尼想要接近劳蕾拉，并威胁她不接受他就把船弄翻。劳蕾拉咬伤了他的右手，跳入大海，游向陆地。但是索伦托游泳很难到达。安东尼在把她救上船。女孩帮不住流血的安东尼将船划上了岸，并把手帕给她包扎。晚上，劳雷拉在安东尼的小屋找他。她帮他敷了药，安东尼道了歉，并拒绝了劳蕾拉赔给她的银十字架。劳蕾拉坦白了对安东尼的爱，吻了他，并说：“我不害怕任何人，只害怕你”……